# Diplonevra concava
Diplonevra concava är en tvåvingeart som beskrevs av Rudolf Beyer 1959. Diplonevra concava ingår i släktet Diplonevra och familjen puckelflugor. Inga underarter finns listade i Catalogue of Life.